# Bulbophyllum hispidum
Bulbophyllum hispidum là một loài phong lan thuộc chi Bulbophyllum.